# KZ Большого Пса
KZ Большого Пса (лат. KZ Canis Majoris), HD 50737 — одиночная переменная звезда в созвездии Большого Пса на расстоянии приблизительно 3622 световых лет (около 1110 парсеков) от Солнца. Видимая звёздная величина звезды — от +8,77m до +8,66m.

## Характеристики
KZ Большого Пса — бело-голубая пульсирующая переменная Be-звезда (BE) спектрального класса B2Vnne. Эффективная температура — около 22200 К.